# Lycaena antibasijuncta
Lycaena antibasijuncta är en fjärilsart som beskrevs av Leeds 1941. Lycaena antibasijuncta ingår i släktet Lycaena och familjen juvelvingar. Inga underarter finns listade i Catalogue of Life.